# Technische Universiteit Kaiserslautern
De Technische Universiteit Kaiserslautern (Technische Universität Kaiserslautern, TUK) is de kleinste van de vier universiteiten van Rijnland-Palts. De instelling werd in 1970 door de deelstaatsregering onder Helmut Kohl gesticht als universiteit met technische en natuurwetenschappelijke grondslag.
Tijdens het winstersemester 2006/07 studeerden iets meer dan 10.000 studenten aan deze universiteit.

## Geschiedenis
De universiteit werd in 1969 als deel van de dubbeluniversiteit Trier-Kaiserslautern gesticht om de stad nieuwe impulsen te geven. In 1970 vonden voor de eerste maal lessen plaats, dit enkel voor 191 studenten. Aanvankelijk vonden de lessen plaats in lokalen van de vroegere pedagogische hogeschool, maar al in 1971 werd begonnen met de bouw van een campus aan de rand van de stad en het Paltserwoud. Sindsdien is de campus steeds verder uitgebreid.
In 1975 werd besloten om de dubbeluniversiteit Trier-Kaiserslautern in tweeën te splitsen. Sindsdien is de TU Kaiserslautern zelfstandig, en de enige universiteit in Rijnland-Palts met natuurwetenschappelijke en technische grondslag.

## Faculteiten
- Architectuur, ruimtelijke ordening en bouwingenieur
- Biologie
- Chemie
- Electro- en Informatietechniek
- Informatica
- Machinebouw
- Wiskunde
- Fysica
- Sociale Wetenschappen
- Economische Wetenschappen

Aken · Augsburg · Bamberg: Otto-Friedrich · Bayreuth · Berlijn (Vrije Universiteit · Humboldt · Technische Universiteit · Kunsten) · Bielefeld · Bochum · Bonn · Braunschweig · Bremen (Universiteit Bremen · Jacobs University) · Chemnitz · Clausthal · Cottbus-Brandenburg · Darmstadt · Dortmund · Dresden · Duisburg-Essen · Düsseldorf: Heinrich Heine · Eichstätt-Ingolstadt · Erfurt · Erlangen-Neurenberg: Friedrich-Alexander · Frankfurt am Main · Frankfurt an der Oder: Europa · Freiberg · Freiburg · Gießen · Göttingen: Georg August · Greifswald: Ernst Moritz Arndt · Hagen · Halle-Wittenberg: Martin Luther · Heidelberg: Ruprecht Karls · Hamburg (Hamburg · HafenCity · Hamburg-Harburg · Helmut Schmidt) · Hannover (Hannover · Medische Hogeschool) · Hildesheim · Hohenheim · Ilmenau · Jena: Friedrich Schiller · Kaiserslautern · Karlsruhe · Kassel · Keulen · Duitse Sporthogeschool Keulen · Kiel: Christian Albrechts · Koblenz-Landau · Konstanz · Leipzig · Lübeck · Lüneburg: Leuphana · Magdeburg: Otto von Guericke · Mainz: Johannes Gutenberg · Mannheim · Marburg: Philipps · München (Ludwig Maximilians · Technische Universiteit · Oekraïense Vrije Universiteit · Universiteit van het Bondsleger) · Münster · Oldenburg: Carl von Ossietzky · Osnabrück · Paderborn · Passau · Potsdam · Regensburg · Reutlingen · Rostock · Saarbrücken · Siegen · Stuttgart · Trier · Tübingen: Eberhard-Karls · Ulm · Vechta · Weimar: Bauhaus · Witten: Herdecke · Wuppertal · Würzburg: Julius Maximilians